# 체르냐홉스크
체르냐홉스크(러시아어: Черняхо́вск; 독일어: Insterburg 인스터부르크[*] ['ɪnstɐbʊrk], 리투아니아어: Įsrūtis, 폴란드어: Wystruć 비스트루치[*])는 칼리닌그라드주의 도시이다. 1945년까지는 독일 동프로이센에 속했다.

## 역사

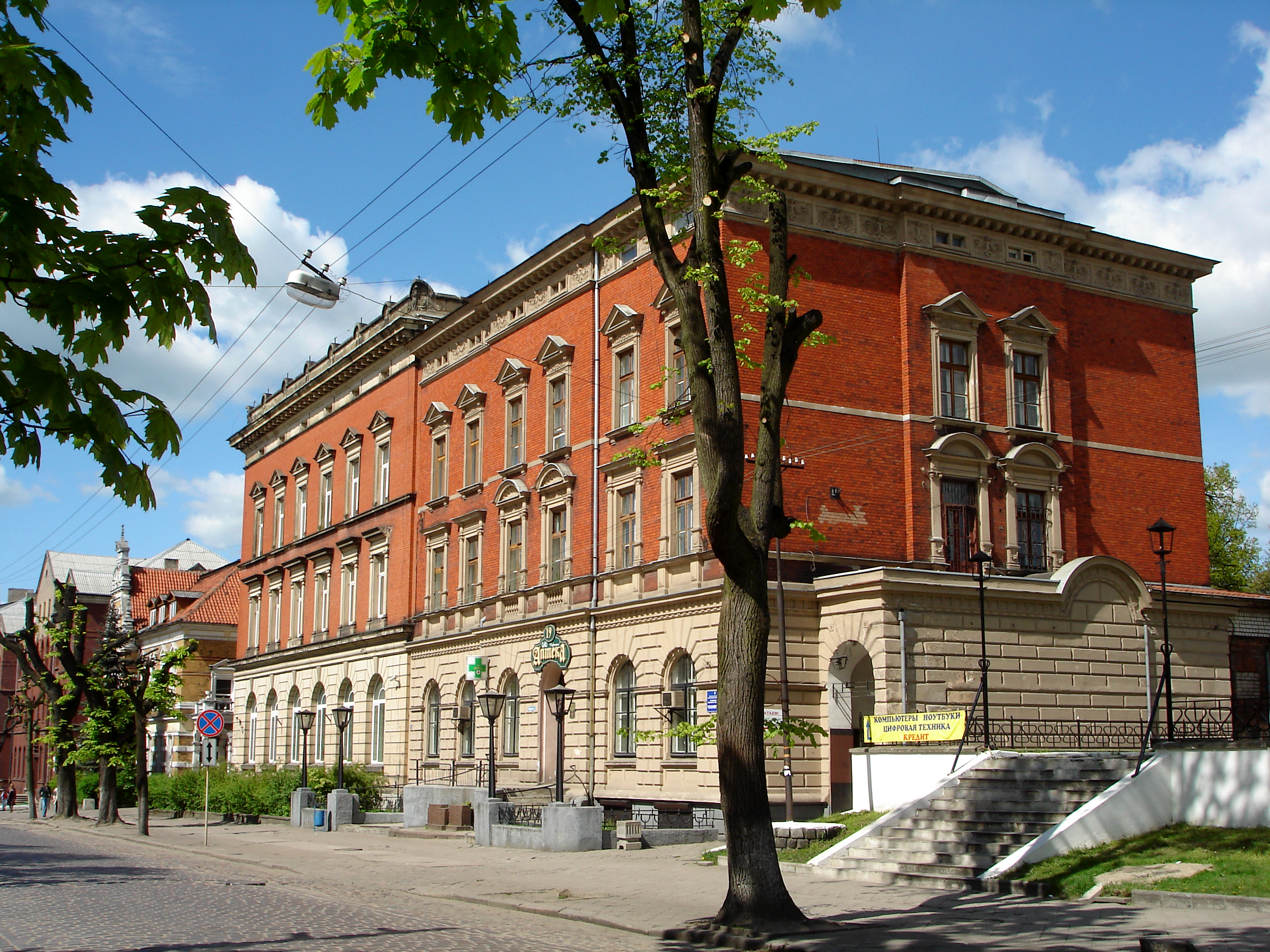
체르냐홉스크(舊 인스터부르크)의 어느 건물

인스터부르크는 1336년에 독일 기사단에 의해서 요새로 지어졌다. 이 요새는 계속 성장해가고, 나중에는 도시로 등록되었다(1583년 10월 10일).
제2차 세계 대전 때인 1944년 7월 27일에는 인스터부르크는 영국 공군의 공습으로 크게 파괴되었다. 원래는 독일인 주민이 거주했던 곳이었으나, 1945년 1월 22일 소련군에 함락되면서 차츰 독일인 주민은 추방당했다. 지금은 대부분의 주민이 러시아인이다. 1946년부터는 소련의 영토로 편입되었고, 도시이름은 소련의 군인 이반 체르냐홉스키의 이름을 따서 체르냐홉스크로 개칭되었다.

## 자매 도시
- 독일 Kirchheimbolanden
- 폴란드 Węgorzewo
- 프랑스 베지에
- 폴란드 Brzeg Dolny
- 리투아니아 마리얌폴레

## 같이 보기
- 칼리닌그라드 주의 도시
- 이반 체르냐홉스키